# Kono Healer, Mendokusai
Kono Healer, Mendokusai (このヒーラー、めんどくさい?  lit. Esta sanadora es molesta), conocida como Don't Hurt Me, My Healer! en inglés, es una serie de manga de comedia de fantasía japonesa de Tannen ni Hakkō. Se ha serializado en línea a través del sitio web ComicWalker de Kadokawa Shōten desde el 31 de julio de 2019 y se ha recopilado en cuatro volúmenes tankōbon hasta el momento. Una adaptación a serie anime por el estudio Jumondō se estrenó el 10 de abril de 2022.

## Sinopsis
En un mundo de fantasía lleno de guerreros aventureros que luchan contra monstruos y villanos, los héroes y los miembros de su grupo suelen contar con el apoyo de un sanador. Alvin, un aventurero con armadura completa que intenta hacerse un nombre, conoce a una elfa oscura llamada Carla en su viaje que dice ser una sanadora. Sin embargo, sus hechizos y su actitud parecen causarle más daño que bien, y después de que "accidentalmente" golpea a Alvin con una maldición, los dos se ven obligados a viajar juntos.

## Personajes
Karla (カーラ Kāra?)
 Seiyū: Aguri Ōnishi
Una elfa oscura que dice ser sacerdotisa e incluso viste la ropa de una, pero la mayoría de sus hechizos y acciones parecen involucrar magia oscura o maldiciones, e incluso derriba puertas cerradas físicamente con un golpe de hombro de Bajiquan. Sin embargo, ella parece conocer magia curativa poco ortodoxa, salvando a Alvin u otros en situaciones extremas. Después de "accidentalmente" golpear a Alvin con una maldición durante su primer encuentro, afirma que los dos morirán si alguna vez están físicamente demasiado separados el uno del otro, obligándolos a viajar juntos.
Arvin (アルヴィン Aruvin?)
 Seiyū: Takuya Satō
Un guerrero con armadura completa cuyo rostro nunca se muestra, a menudo oculto detrás de la placa frontal de su casco o algún otro objeto. Sorprendentemente débil, afirma que solo puede luchar con la fuerza de unos pocos limos a la vez, e incluso el formulario de prueba de aptitud en el salón del Gremio de Aventureros se burla de su debilidad. La mayor parte de su viaje implica tocar el tsukkomi al boke de Carla.
Mushroom (キノコ Kinoko?) / Altargaia (オルテガイア Orutegaia?)
 Seiyū: Asuna Tomari
Un hongo sensible que Carla y Alvin encuentran en su búsqueda.
Mostly Bear (オオムネクマ Ōmune Kuma?)
 Seiyū: Hiroshi Shirokuma
El primer enemigo que encuentra Alvin. Después de ser golpeado por ella, Mostly Bear permite que Alvin y Carla se queden en su cabaña hasta que Alvin se recupere.
Cow (牛 Gyū?)
 Seiyū: Show Hayami
El "jefe" de Beginners' Dungeon, Cow está menos interesado en pelear y más en hacer una divertida carrera de obstáculos para aventureros aficionados.
Maria Deathflame (マリア・デスフレイム Maria Desufureimu?)
 Seiyū: Saori Hayami
Una nigromante de buen corazón que busca ayudar a que el espíritu de su hermana muerta muera. A diferencia de Carla, ella actúa y suena más como una sanadora a pesar de usar magia oscura.

## Media

### Manga
Kono Healer, Mendokusai está escrito e ilustrado por Tannen ni Hakkō. Comenzó a serializarse en el sitio web ComicWalker de Kadokawa Shōten en 2019. Kadokawa Shōten comenzó a publicar la serie impresa en febrero de 2020 y ha lanzado cuatro volúmenes tankōbon hasta el momento. 

### Anime
En abril de 2021, Kadokawa anunció una adaptación de la serie a anime. Está producida por el estudio Jumondō y dirigida por Nobuaki Nakanishi, con Fumihiko Shimo a cargo de los guiones de la serie y Chisato Kikunaga diseñando los personajes. Está previsto que se estrene en abril de 2022. Aguri Ōnishi interpretará el tema de apertura. Crunchyroll obtuvo la licencia de la serie fuera de Asia.